# Волосовичский сельсовет (Гомельская область)
Волосовичский сельсовет (бел. Вало́савіцкі сельсаве́т) — административная единица на территории Октябрьского района Гомельской области Республики Беларусь. Административный центр — агрогородок Волосовичи.
Орган власти на территории сельсовета — Волосовичский сельский исполнительный комитет.

## Состав
Волосовичский сельсовет по состоянию на 2020 год включает 10 населённых пунктов:
- Волосовичи — агрогородок
- Дербин — деревня
- Зарижье — деревня
- Мушичи — деревня
- Нестановичи — деревня
- Новики — деревня
- Оспин — деревня
- Радков — деревня
- Рог — деревня
- Юрки — деревня

Упразднённые и исключённые населённые пункты: 
- Порослище — деревня (2014 г.)

## Информация
На территории сельсовета согласно переписи 2019 года постоянно проживает 915 человек. Более половины жителей - 420 человек проживает в центре сельсовета агрогородке Волосовичи. Основная часть населения задействована в сельском хозяйстве, большое количество пенсионеров. В аг. Волосовичи действует пожарный аварийно-спасательный пост МЧС, средняя школа, детский сад, два магазина, летнее кафе, сельский клуб, частное предприятия по производству красок, фермерское хозяйство "Сазанское", предприятие сельскохозяйственного производства ОАО "Некрашинский", приход Белорусской православной церкви. В деревне Дербин работает предприятие сельскохозяйственного производства ОАО "Дербин".
На торфяном болоте возле деревни Порослище располагается биологический заказник республиканского значения «Бабинец». Создан заказник в 1979 году для сохранения мест массового произрастания клюквы в естественном состоянии. Статус «республиканский» был присвоен заказнику в 2007 году. Общая площадь - 830,7 га. Преобладающие почвы: дерново-подзолистая и заболоченная.
В урочище Дерть, на месте уничтоженной нацистами в годы Великой Отечественной войны деревни, весной 1944 года располагалась часть Озаричского концентрационного лагеря смерти, в котором военнослужащими вермахта и их пособниками содержалось около 10 тысяч советских граждан, согнанных из ближайших областей БССР и РСФСР, среди которых умышленно помещались люди, больные брюшным тифом, с целью заражения воинов-освободителей наступающих частей 1-го Белорусского фронта под командованием генерала армии К. К. Рокоссовского. В настоящее время там установлен памятник жертвам тех трагических событий.

## Галерея

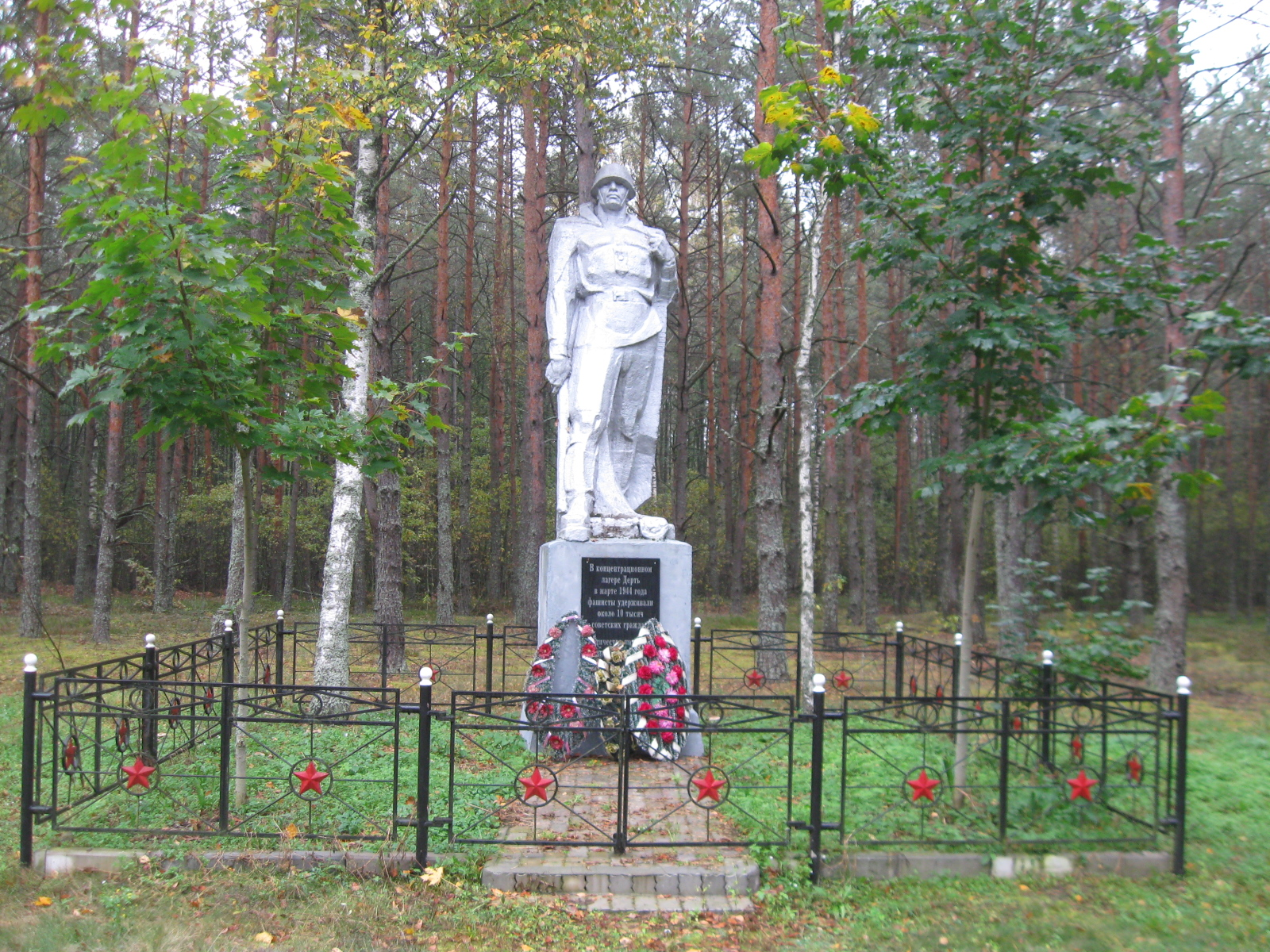
Памятник в урочище Дерть
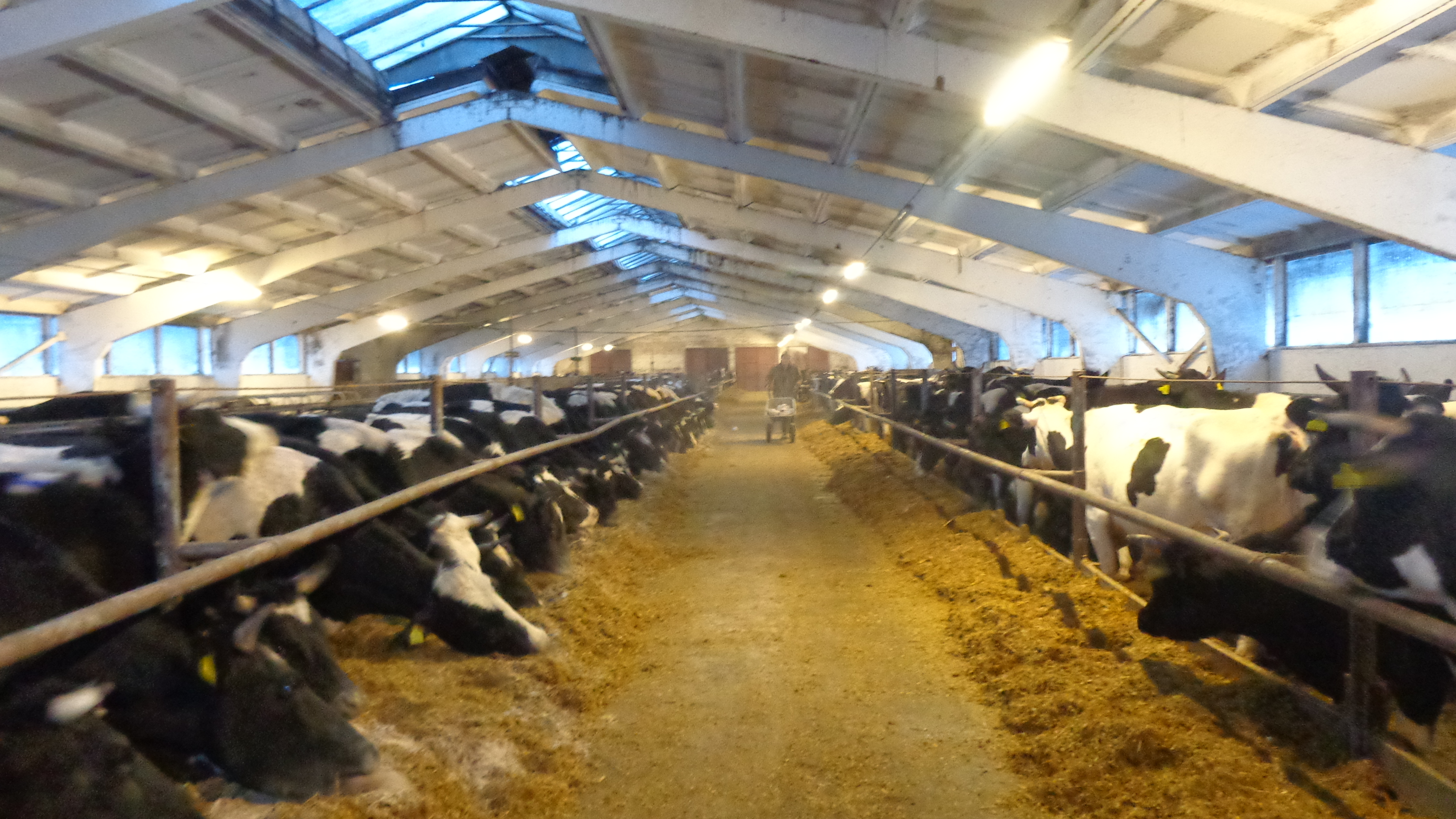
Ферма в аг. Волосовичи
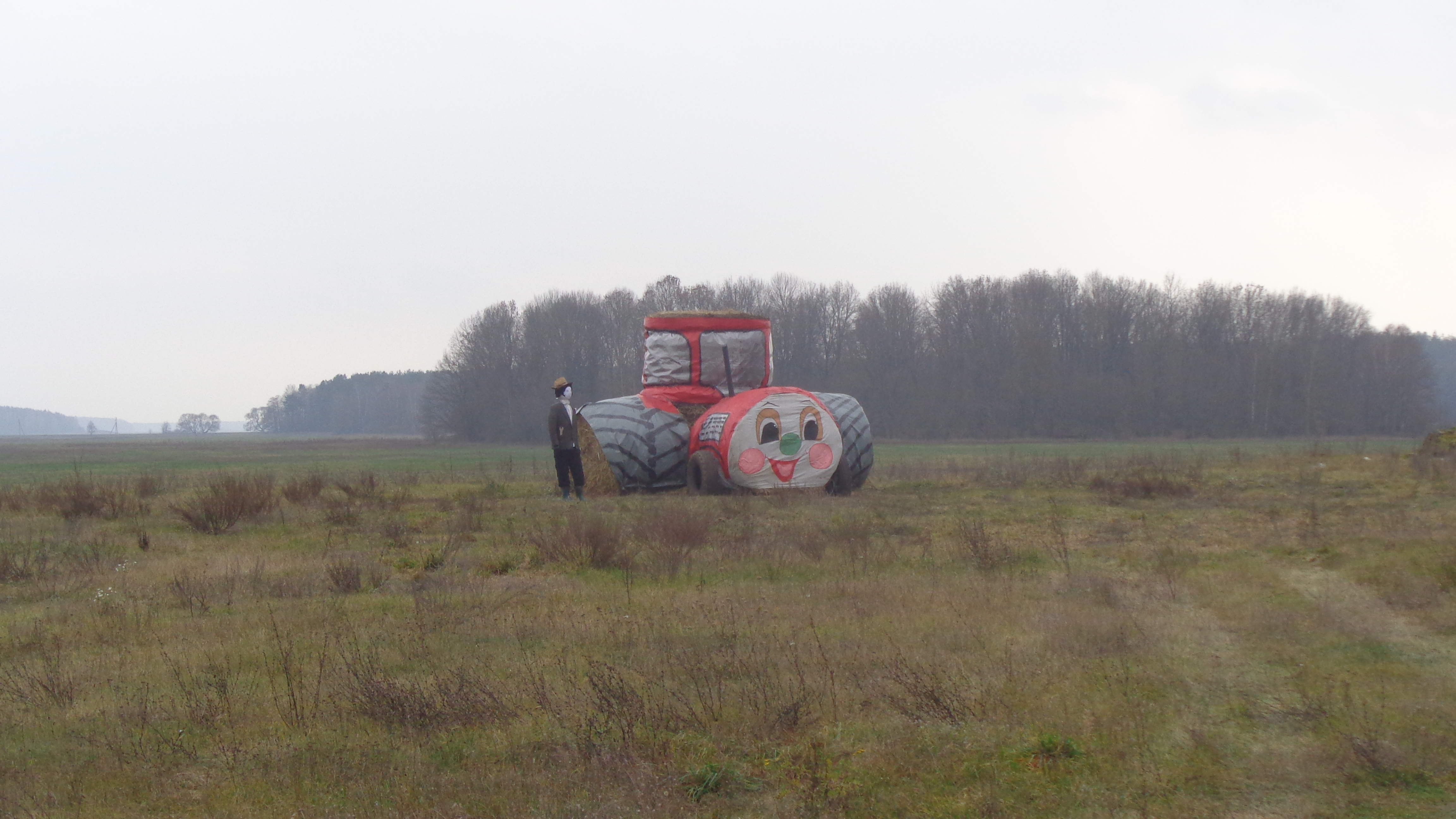
Народное творчество
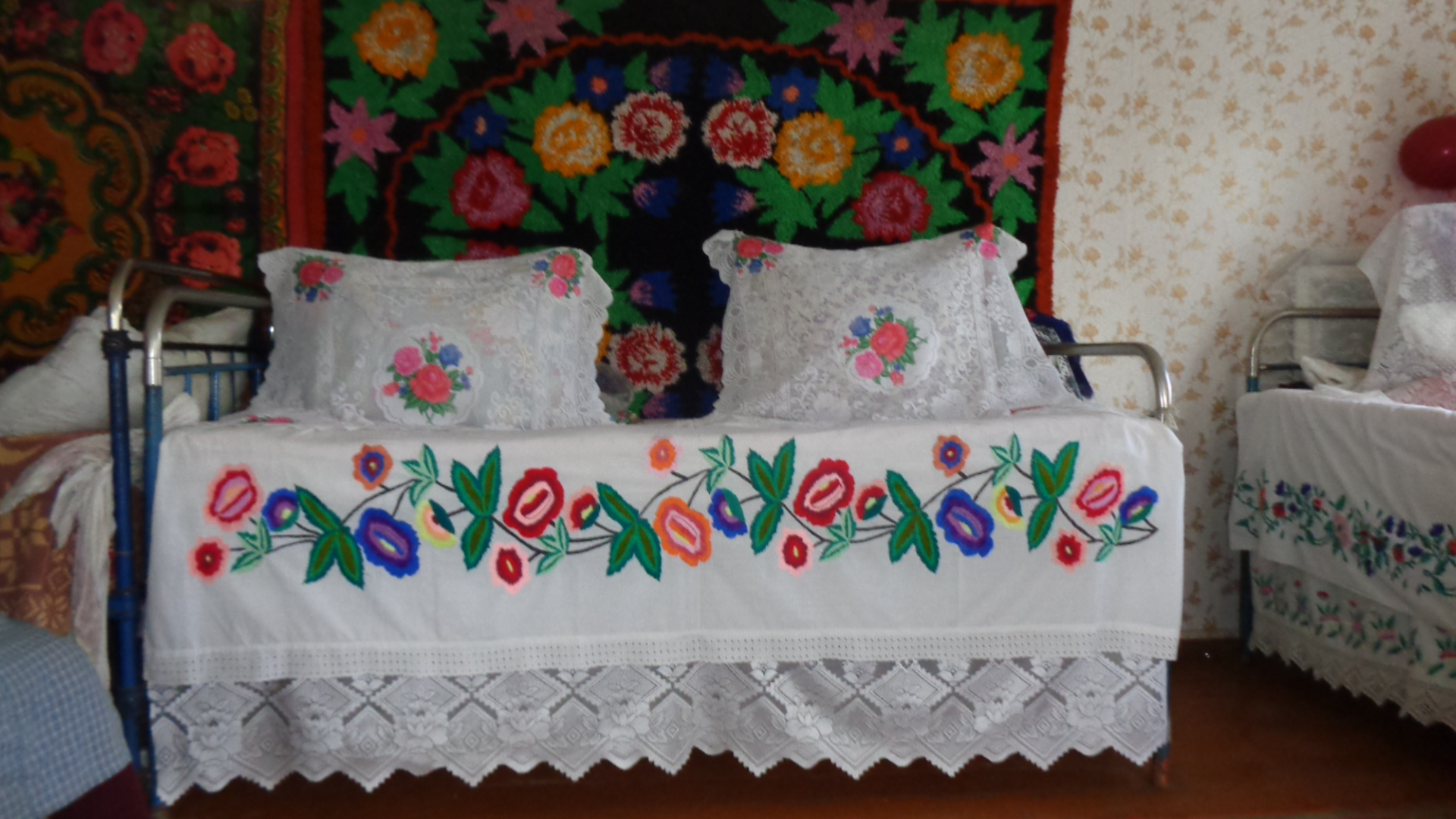
Народное творчество жителей сельсовета
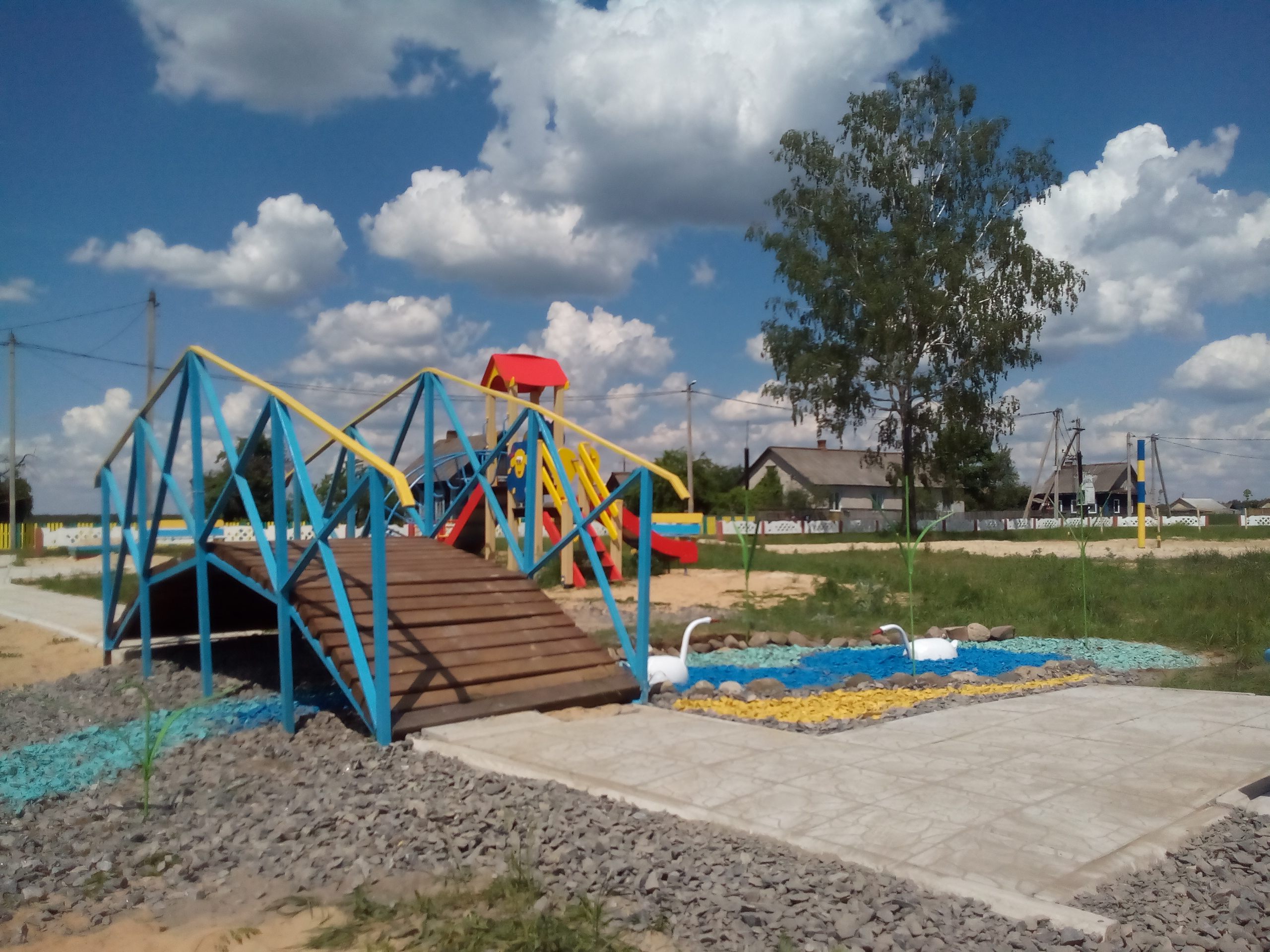
Игровая площадка около здания сельсовета
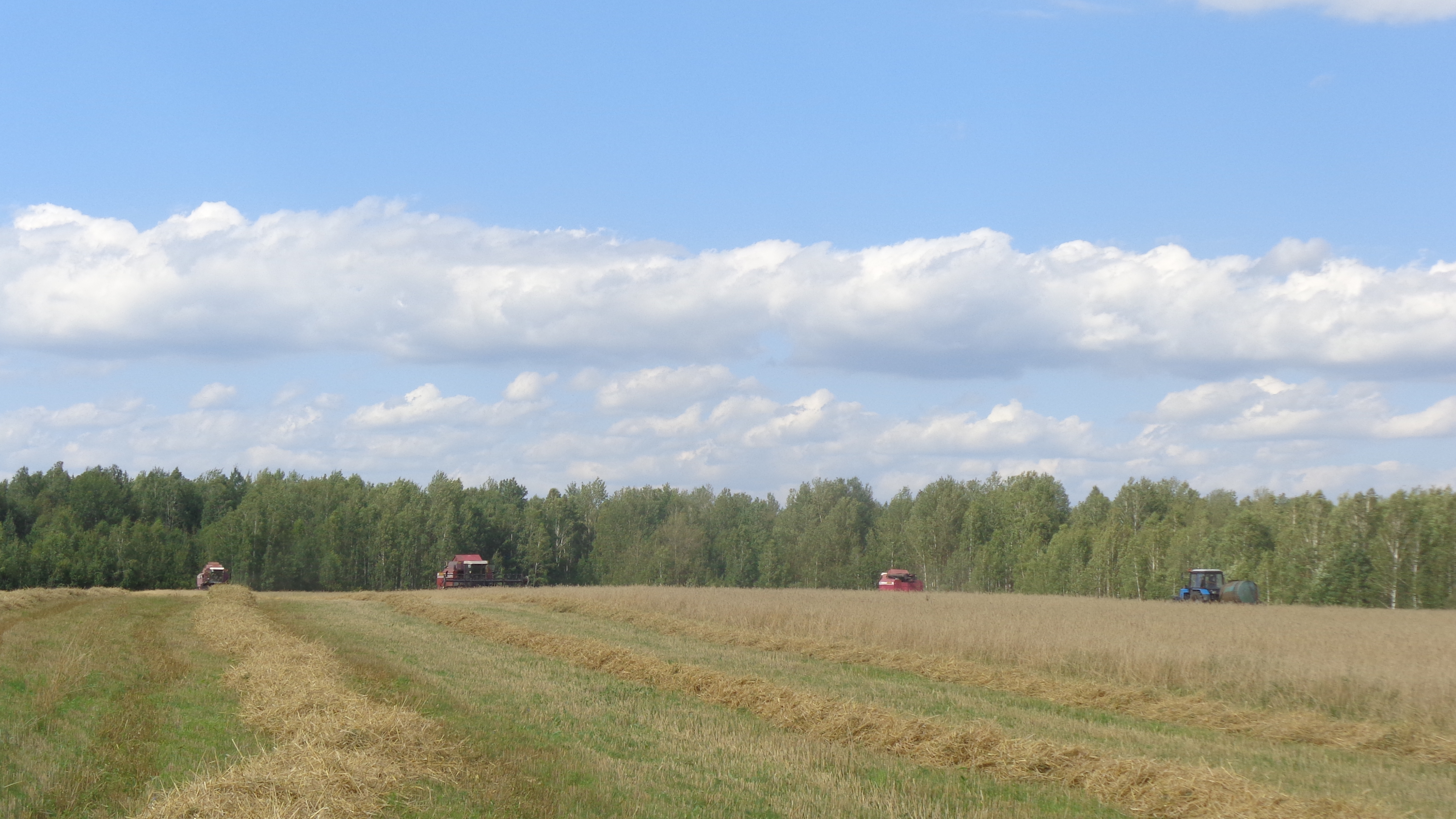
Уборка урожая 2017 года в Волосовичском сельсовете ОАО "Дербин"